# Alejandro Bichir
Alejandro Bichir est un acteur, scénariste et réalisateur espagnol d'origine libanaise pour le cinéma et la télévision. Il est membre de la famille Bichir.

## Filmographie
Comme acteur
- 1994 : La Güera Chabela de Mario Hernández
- 1995 : Mujer, casos de la vida real  (série télévisée)
- 1995 : Cilantro y perejil de Rafael Montero
- 2000 : Bienvenida al clan de Carlos Franco
- 2001 : Lo que callamos las mujeres (série télévisée)

Comme réalisateur
- 1984 : Petición de mano
- 1984 : En español se dice abismo
- 1985 : Con la frente en el polvo
- 1999 : Besos prohibidos  (série télévisée)

Comme scénariste
- 1985 : Pequeña historia de horror de Maruxa Vilalta